# Miloslav Bednář
Miloslav Bednář (* 21. října 1948 Praha) je český filozof, politik, spoluzakladatel a bývalý místopředseda Strany svobodných občanů.

## Život
V letech 1967–1972 studoval Filozofickou fakultu Univerzity Karlovy, titul PhDr. získal v roce 1973. Při studiu se stal v roce 1968 členem Klubu angažovaných nestraníků a také po jeho zákazu Společnosti pro lidská práva, kde působil až do jejího zákazu v roce 1969. Před rokem 1989 mu bylo zakázáno pracovat v oboru, proto své filozofické práce vydával v rámci samizdatu, či jeho publikace vycházely v zahraničí. Teprve po sametové revoluci se profesně rehabilitoval a stal se výzkumníkem na Akademii věd.
V roce 1999 vstoupil do ODS, ze které v roce 2009 odešel, aby pomohl založit Stranu svobodných občanů. Tam působil jako místopředseda, v letech 2010 a 2012 mandát obhájil, ale v roce 2013 již zvolen nebyl. Za Svobodné též neúspěšně kandidoval v letech 2010 a 2012 do Senátu. Ve volbách do Evropského parlamentu v roce 2014 kandidoval za Svobodné na 6. místě jejich kandidátky.

## Vybrané publikace
- České myšlení (1996)
- Etické aspekty jaderných zbraní (1996)
- Spravedlnost, demokracie a česká filosofie politiky (1998)
- Evropanská tyranie – Česká státní idea, evropská unie a demokratická civilizace (2003)